# Lethrus bispinus
Lethrus bispinus is een keversoort uit de familie mesttorren (Geotrupidae). De wetenschappelijke naam van de soort werd in 1889 gepubliceerd door Jakovlev.